# Distrito de Limabamba
El distrito de Limabamba es uno de los doce que conforman la provincia de Rodríguez de Mendoza, ubicada en el departamento de Amazonas en el Norte del Perú. Limita por el Norte con el distrito de Cochamal y el distrito de Huambo; por el Este con el distrito de Totora y el distrito de Chirimoto; por el Sur con el departamento de San Martín y; por el Oeste con la provincia de Chachapoyas.
Desde el punto de vista jerárquico de la Iglesia católica forma parte del diócesis de Chachapoyas.

## Historia
El distrito fue creado el 31 de octubre de 1932 mediante Ley N.º 7626, en el gobierno del Presidente Luis Miguel Sánchez Cerro

## Geografía
Abarca una superficie de 317,88 km² y tiene una población estimada mayor a 2 000 habitantes. Su capital es el centro poblado de Limabamba.

## Autoridades

### Municipales
- 2015 - 2018[2]
  - Alcalde: Manuel Asención Fernández Yoplac, del Movimiento Regional Amazonense Unidos al Campo.
- 2011 - 2014
  - Alcalde: César Acosta, Movimiento Regional Amazonense Unidos Al Campo (MRAUAC).

### Religiosas
- Obispo de Chachapoyas: Monseñor Emiliano Antonio Cisneros Martínez, OAR.[3]